# علم جمهورية الجنوب الإفريقي

العلم الأول (1857–74، 1875–77، 1881–1902، و1914–1915)

العلم الثاني (1874–75).

كان علم جمهورية الجنوب الأفريقي هو علم جمهورية الجنوب الأفريقي (بالأفريقانية: Zuid Afrikaanse Republiek)‏، التي كانت موجودة من 1852 إلى 1877، ومن 1881 إلى 1902. تم استخدام علمين خلال الفترة: (1) ما يُسمى "Vierkleur" (باللغة العربية: أربعة ألوان) من عام 1857 إلى عام 1874، ومرة أخرى من عام 1875 إلى عام 1877 ومن عام 1881 إلى عام 1902، و(2) ما يُسمى بـ"Burgers Flag" من عام 1874 إلى عام 1875. وقد حل محله علم ترانسفال. كما تم استخدامه من قبل جمهورية الجنوب الأفريقي المُعلنة في عام 1914 خلال تمرد ماريتز، والذي استمر إلى فبراير 1915.